# Pretoria
Pretoria er den administrative hovedstad i Sydafrika. Byen har ca. 2,9 millioner indbyggere og ligger 50 km nord for Johannesburg. Byen er ved at blive opslugt af Johannesburg, så Johannesburg og Pretoria til sidst bliver et sammenhængende byområde med ca. 20 millioner indbyggere.
Pretoria blev grundlagt af Marthinus Pretorius i 1855 og opkaldt efter hans far Andries Pretorius.
1. ↑  Navnet er anført på engelsk og stammer fra Wikidata hvor navnet endnu ikke findes på dansk.